# Villard-sur-Doron
Villard-sur-Doron este o comună în departamentul Savoie din sud-estul Franței. În 2009 avea o populație de 656 de locuitori.

## Evoluția populației
| An        | 1975 | 1982 | 1990 | 1999 | 2006 | 2009 |
| --------- | ---- | ---- | ---- | ---- | ---- | ---- |
| Populație | 615  | 588  | 554  | 641  | 682  | 656  |